# Grand Prix de Wallonie 2023
Il Grand Prix de Wallonie 2023, sessantatreesima edizione della corsa e valevole come quarantaduesima prova dell'UCI ProSeries 2023 categoria 1.Pro, si svolse il 13 settembre 2023 per un percorso di 201,3 km, con partenza da Aywaille e arrivo a Namur, in Belgio. La vittoria fu appannaggio dello spagnolo Gonzalo Serrano, il quale completò il percorso in 4h42'11", alla media di 42,802 km/h, precedendo i belgi Dylan Teuns e Jasper De Buyst.
Sul traguardo di Namur 119 ciclisti, dei 144 partiti da Aywaille, portarono a termine la competizione.

## Squadre e corridori partecipanti
| N.    | Cod. | Squadra                  |
| ----- | ---- | ------------------------ |
| 1-7   | ADC  | Alpecin-Deceuninck       |
| 11-17 | ACT  | AG2R Citroën Team        |
| 21-27 | COF  | Cofidis                  |
| 31-37 | ICW  | Intermarché-Circus-Wanty |
| 41-47 | MOV  | Movistar Team            |
| 51-57 | ARK  | Team Arkéa-Samsic        |
| 61-67 | JAY  | Team Jayco AlUla         |
| 71-77 | UAD  | UAE Team Emirates        |
| 81-87 | BWB  | Bingoal WB               |
| 91-97 | HPM  | Human Powered Health     |
| 11-17 | SOQ  | Soudal Quick-Step        |
| 51-55 | TFS  | Lidl-Trek                |

| N.      | Cod. | Squadra                           |
| ------- | ---- | --------------------------------- |
| 101-107 | IPT  | Israel-Premier Tech               |
| 111-117 | LTD  | Lotto Dstny                       |
| 121-127 | Q36  | Q36.5 Pro Cycling Team            |
| 131-137 | TFB  | Team Flanders-Baloise             |
| 141-147 | TEN  | TotalEnergies                     |
| 151-157 | TUD  | Tudor Pro Cycling Team            |
| 161-167 | UXT  | Uno-X Pro Cycling Team            |
| 171-177 | HBA  | Hagens Berman Axeon               |
| 181-187 | GDM  | Materiel-Velo.com                 |
| 191-197 | SPC  | Saint Piran                       |
| 201-207 | VRL  | Van Rysel-Roubaix Lille Métropole |

## Ordine d'arrivo (Top 10)
| Pos. | Corridore            | Squadra       | Tempo    |
| ---- | -------------------- | ------------- | -------- |
| 1    | Gonzalo Serrano      | Movistar      | 4h42'11" |
| 2    | Dylan Teuns          | Israel        | s.t.     |
| 3    | Jasper De Buyst      | Lotto         | a 3"     |
| 4    | Mathieu van der Poel | Alpecin       | s.t.     |
| 5    | Fabio Christen       | Q36.5         | s.t.     |
| 6    | Franck Bonnamour     | AG2R          | s.t.     |
| 7    | Biniam Girmay        | Intermarché   | s.t.     |
| 8    | Julien Simon         | TotalEnergies | s.t.     |
| 9    | Ewen Costiou         | Arkéa         | s.t.     |
| 10   | Rick Pluimers        | Tudor         | s.t.     |